# Jarkko Wiss
Jarkko Wiss (Tampere, 17 april 1972) is een voormalig profvoetballer uit Finland, die zijn actieve loopbaan in 2007 beëindigde bij de Finse club Tampere United. Behalve in zijn vaderland speelde hij verder clubvoetbal in Noorwegen, Engeland en Schotland. Na zijn actieve carrière stapte hij het trainersvak in. Hij was in 2011 de hoofdcoach van Tampere United.

## Interlandcarrière
Wiss kwam in totaal 45 keer (drie doelpunten) uit voor de nationale ploeg van Finland in de periode 1996–2007. Hij maakte zijn debuut op 11 februari 1996 in de wedstrijd tegen Denemarken tijdens de strijd om de King's Cup in Bangkok, Thailand. Wiss moest in dat duel na 61 minuten plaatsmaken voor Jukka Koskinen. Denemarken speelde in die wedstrijd uitsluitend met spelers uit de eigen nationale competitie. Het duel is geen officiële FIFA-interland, maar wordt wel als zodanig erkend door Finse voetbalbond.
| Interlanddoelpunten | Interlanddoelpunten | Interlanddoelpunten | Interlanddoelpunten | Interlanddoelpunten | Interlanddoelpunten | Interlanddoelpunten | Interlanddoelpunten |
| #                   | Datum               | Locatie             | Wedstrijd           | Goal(s)             | Score               | Uitslag             | Wedstrijd           |
| ------------------- | ------------------- | ------------------- | ------------------- | ------------------- | ------------------- | ------------------- | ------------------- |
| 1                   | 25/03/1998          | Valletta            | Malta – Finland     | 51'                 | 0 – 2               | 0 – 2               | Oefenduel           |
| 2                   | 18/08/1999          | Brugge              | België – Finland    | 31'                 | 0 – 1               | 3 – 4               | Oefenduel           |
| 3                   | 04/01/2002          | Manama              | Bahrein – Finland   | 79'                 | 0 – 2               | 0 – 2               | Oefenduel           |

## Erelijst
Tampere United
- Veikkausliiga

2006, 2007
- Suomen Cup

2007